# 람파 (칠레)
람파(스페인어: Lampa)는 칠레 산티아고 수도주 차카부코 현의 코무나이다.